# 佛朗哥·弗兰基
佛朗哥·弗兰基（義大利語：Franco Franchi，1923年9月1日—2018年10月29日），意大利自行车手。他曾赢得1950年环意自行车赛第5赛段的比赛。